# 短尾金線魮
短尾金線魮，又稱短尾金線䰾（学名：Sinocyclocheilus brevifinus）为輻鰭魚綱鯉形目鲤科金線魮屬的其中一種。分布於亞洲中國廣西壯族自治區茂河東村地下河流域，體長可達11.1公分，棲息在地下溪流底中層水域，生活習性不明。

## 扩展阅读
維基物種上的相關：短尾金線魮